# Amükosz-festő
Az Amükosz-festő az i. e. 5. század utolsó évtizedeiben Dél-Itáliában, Lukániában alkotó görög vázafestő volt. Pontos születési és halálozási dátuma nem ismert, és mivel nem szignálta alkotásait neve sem maradt ránk. Az Amükosz-festő az attikai edényeken ritkán előforduló összetett mitológiai jeleneteket is festett. Névadó vázáján, egy hüdrián az Argonautáktól vizet és élelmet megtagadó Amükosz király megbüntetését ábrázolta.
A korai lukániai művészek közül az Amükosz-festő volt a legjelentősebb, több mint kétszáz váza és számos töredék köthető hozzá. Úgy tűnik a Küklópsz-festőhöz hasonlóan ő is a Pisticci-festő műhelyében tanult, korai munkáira erősen hatott mesterének stílusa, ez különösen szembetűnő nő- és férfialakjain és szatírábrázolásain. Ahogy művészete fejlődött képein egyre egyedibb vonások jelentek meg. Egyre nagyobb méretű edényeket díszített, ez feltételezhetően a tarantói központ hatására történt. Ezek között megjelenik egy újfajta edényforma a nesztorisz, olasz nevén trozzella.
A festő egy készletből való szabványfigurákat használt, amelyeket ismétlődnek az edényeken. A figurák közé tartozik többféle felöltözött nőalak akik hosszú ujjú khitónt viselnek vállukra terített köpennyel, esetleg csipőre tett kézzel állnak míg ruháik redői egy csomót formáznak a derekuknál. Vannak köztük menekülő nőalakok is khitónjuk fölé borított hümationba (gyapjú köpenybe) öltözve, ezen kívül peploszt viselő figurák is. Hajukat gyakran nem szalag díszíti, hanem fejfedő borítja. A vázák hátulján lévő fiatal férfialakok kevés változást mutatnak a Pisticci-festő alkotásaihoz képest bár a rajtuk lévő gyapjú köpeny az ő képein egyre többször a figurák nyakáig ér.  
A festő érettebb korszakában egyre több nagyobb méretű edényt díszített főleg has- és oszlopkratéreket és amforákat, amelyekre három vagy négy egészen monumentális méretű alakot festett. Némelyik amforán viszont két sorban kisebb figurák láthatók. Figyelemre méltóak nagyméretű hüdriái (köztük névadó  vázája Amükosz király ábrázolásával), amelyeken mitológiai témákat jelenített meg az edény vállán és oldalán, ezen kívül menádok és szatírok csoportját, valamint férfiakat és nőket. Ezek a művész legszebb alkotásai, ahol a szabványos figurákat a legszerencsésebben választotta össze. Legnagyobb ismert, de nem a legszebben sikerült vállalkozása egy mitológiai témájú volutás kratér az Argonauták történetének egyik jelenetével, amelynek előképei feltételezhetően a tarantoi egykorú nagyméretű vázák voltak.

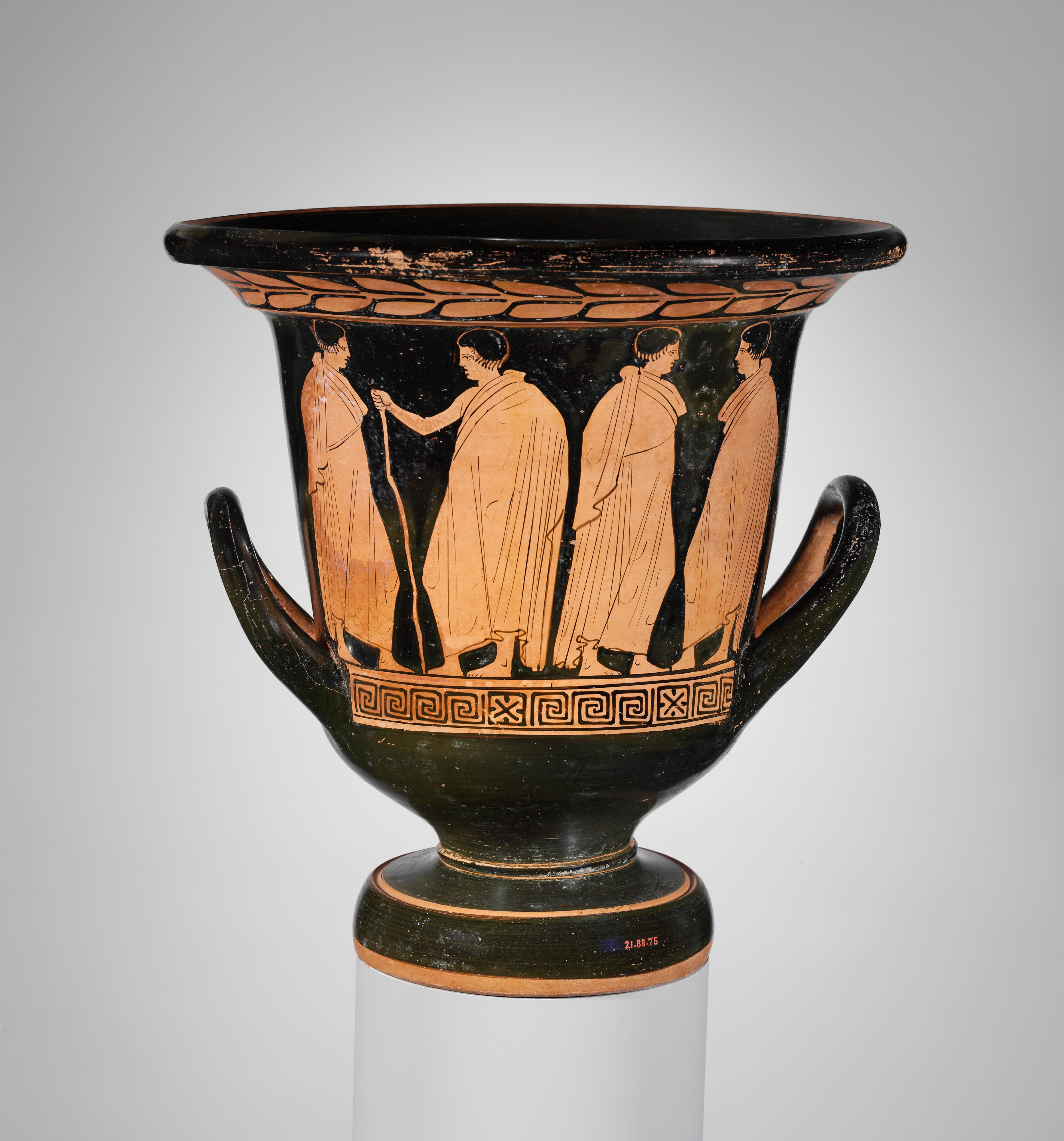
Kehely-kratér (vegyítőedény), i. e. 430 – 400 k.

Művészetéhez közel állnak  a Palermo-, a Karneia- és a Policoro-festő alkotásai, akikhez a lukániai vázafestészet legfontosabb edényei, az úgynevezett P.K.P. csoport vázái köthetők.